# Biłyczanka Kociubynśke
ŻFK Biłyczanka (ukr. ЖФК «Біличанка» Коцюбинське) – ukraiński klub futsalu kobiet, mający siedzibę w osiedlu typu miejskiego Kociubynśke w środkowo-północnej części kraju, grający w latach 1995–2016 w rozgrywkach Wyższej Ligi.

## Historia
Chronologia nazw:
- 1993: ŻFK Biłyczanka-93 Kociubynśke (ukr. ЖФК «Біличанка-93» Коцюбинське)
- 1995: ŻFK Biłyczanka Kociubynśke (ukr. ЖФК «Біличанка» Коцюбинське)
- 2007: ŻFK Biłyczanka-NPU Kociubynśke (ukr. ЖФК «Біличанка-НПУ» Коцюбинське)
- 2015: ŻFK Biłyczanka-NPU Irpień (ukr. ЖФК «Біличанка-НПУ» Ірпінь)
- 2016: ŻFK Biłyczanka-DJuSSz Irpień (ukr. ЖФК «Біличанка-ДЮСШ» Ірпінь)

Klub futsalu Biłyczanka-93 został założony w Kociubynśkem w czerwcu 1993 roku na bazie dziewczęcej sekcji futsalu miejscowej szkoły. W 1995 roku, kiedy Ukraina zdecydowała się na pierwsze krajowe Mistrzostwa w futsalu kobiet, zespół z nazwą Biłyczanka debiutował na najwyższym poziomie, zajmując ostatnie 7.miejsce. W następnym sezonie 1996 niespodziewanie został mistrzem Ukrainy w futsalu kobiet. Potem w kolejnych trzech sezonach drużyna zajmowała końcowe piąte miejsce. W 2000, 2001 i 2003 zespół był trzecim, aby w 2004 po raz drugim zostać mistrzem Ukrainy, a w 2005 i 2007 wicemistrzem. Latem 2007 klub nawiązał współpracę z Narodowym Uniwersytetem Pedagogicznym w Kijowie, w którym studiowało wielu zawodniczek, dlatego zmienił nazwę na Biłyczanka-NPU. Od 2007 do 2015 roku drużyna co roku zdobywała mistrzostwo Ukrainy (od 2008 do 2015 krajowy Puchar).
Sezon 2015/16 klub zakończył na drugim miejscu, również w finale Pucharu został pokonany przez IMS-NUChT Kijów. We wrześniu 2016 roku Narodowy Uniwersytet im. Drahomanowa zrezygnował ze startu w mistrzostwach Ukrainy (występował jedynie w mistrzostwach Kijowa). Klub z Kociubyńskiego razem z pobliską Szkołą Sportową w Irpieniu postanowił startować w Pierwszej lidze. Z nazwą Biłyczanka-DJuSSz Irpień zespół wygrał etap pierwszy w grupie B, następnie wygrał etap drugi w grupie A, ale przegrał półfinał oraz mecz o 3.miejsce. Jednak potem klub już nie przystąpił do rozgrywek o mistrzostwo Ukrainy, kontynuując działalność w szkoleniu młodzieży.

## Barwy klubowe, strój, herb, hymn
|  |  |

Klub ma barwy biało-zielone. Piłkarki domowe spotkania zazwyczaj grają w białych koszulkach, zielonych spodenkach oraz białych getrach.

## Sukcesy

### Trofea międzynarodowe
Nie uczestniczył w rozgrywkach europejskich (stan na 31-05-2021).

### Trofea krajowe
| \| \| Zdobyte trofea w rozgrywkach Ukrainy (stan na: 31-05-2021) \| |                                                            |      |                                                                                       |
| Rozgrywki                                                           | Osiągnięcie                                                | Razy | Sezon(y)                                                                              |
| · Mistrzostwo                                                       | I miejsce                                                  | 10   | 1996, 2003/04, 2007/08, 2008/09, 2009/10, 2010/11, 2011/12, 2012/13, 2013/14, 2014/15 |
| · Mistrzostwo                                                       | II miejsce                                                 | 3    | 2004/05, 2006/07, 2015/16                                                             |
| · Mistrzostwo                                                       | III miejsce                                                | 3    | 1999/00, 2000/01, 2002/03                                                             |
| Puchar                                                              | zdobywca                                                   | 10   | 2002, 2004, 2008, 2009, 2010, 2011, 2012, 2013, 2014, 2015                            |
| Puchar                                                              | finalista                                                  | 4    | 1995, 1999, 2000, 2016                                                                |
| · Superpuchar                                                       | zdobywca                                                   | 0    |                                                                                       |
| · Superpuchar                                                       | finalista                                                  | 1    | 2015                                                                                  |
| II liga                                                             | I miejsce                                                  | 0    |                                                                                       |
| II liga                                                             | II miejsce                                                 | 0    |                                                                                       |
| II liga                                                             | III miejsce                                                | 0    |                                                                                       |
| II liga                                                             | 4.miejsce                                                  | 1    | 2016/17                                                                               |
| Ukraina                                                             | Zdobyte trofea w rozgrywkach Ukrainy (stan na: 31-05-2021) |      |                                                                                       |

## Poszczególne sezony

### Rozgrywki międzynarodowe

#### Europejskie puchary
Nie uczestniczył w rozgrywkach europejskich (stan na 31-05-2021).

### Rozgrywki krajowe
| \| \| Bilans występów klubu w rozgrywkach Ukrainy (Stan na 31 maja 2021 r.) \| |                                                                       |        |       |   |   |   |    |    |     |           |        |        |      |
| Poziom                                                                         | Rozgrywki                                                             | Sezony | Mecze | Z | R | P | B+ | B– | Pkt | Lata      | Awanse | Spadki | Naj. |
| I                                                                              | Wyszcza liha                                                          | 22     |       |   |   |   |    |    |     | 1995–2016 | 0      | 0      | 1    |
| II                                                                             | Persza liha                                                           | 1      |       |   |   |   |    |    |     | 2016/17   | 0      | 0      | 4    |
|                                                                                | Puchar Ukrainy                                                        | 20+    |       |   |   |   |    |    |     | od 1995   | 0      | 0      | 1    |
| Ukraina                                                                        | Bilans występów klubu w rozgrywkach Ukrainy (Stan na 31 maja 2021 r.) |        |       |   |   |   |    |    |     |           |        |        |      |

## Piłkarki, trenerzy, prezydenci i właściciele klubu

### Trenerzy
| Lp. | Imię i nazwisko | Okres urzędowania | Okres urzędowania |
| --- | --------------- | ----------------- | ----------------- |
| 1.  | Wołodymyr Kołok | 1993              | obecnie           |

## Struktura klubu

### Hala
Klub rozgrywa swoje mecze domowe w Hali Sportowej DJuSSz w Irpieniu, który może pomieścić 350 widzów.

### Derby
- PZMS Połtawa